# Артезіанські води

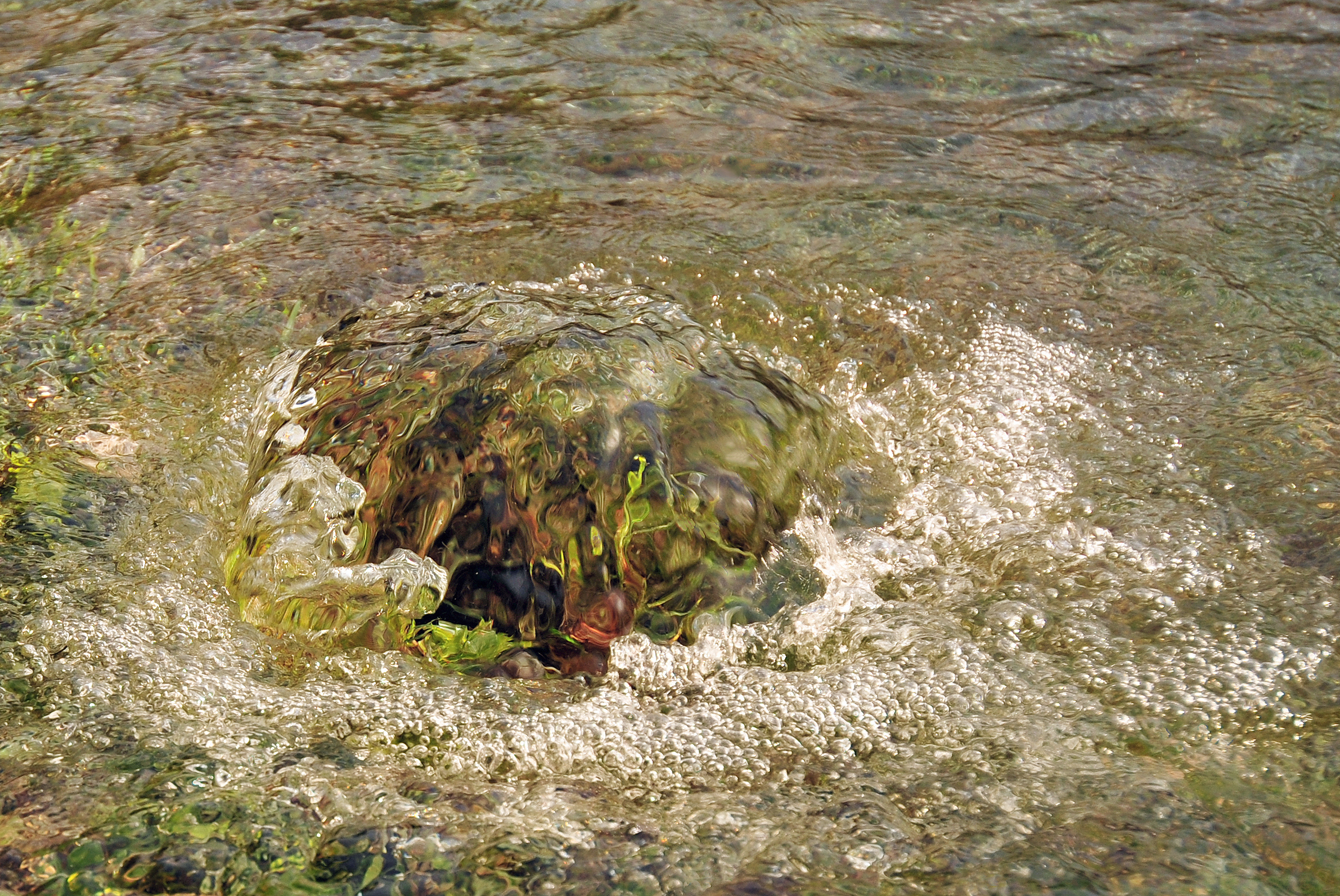
Артезіанські води

Геологія артезіанських вод.

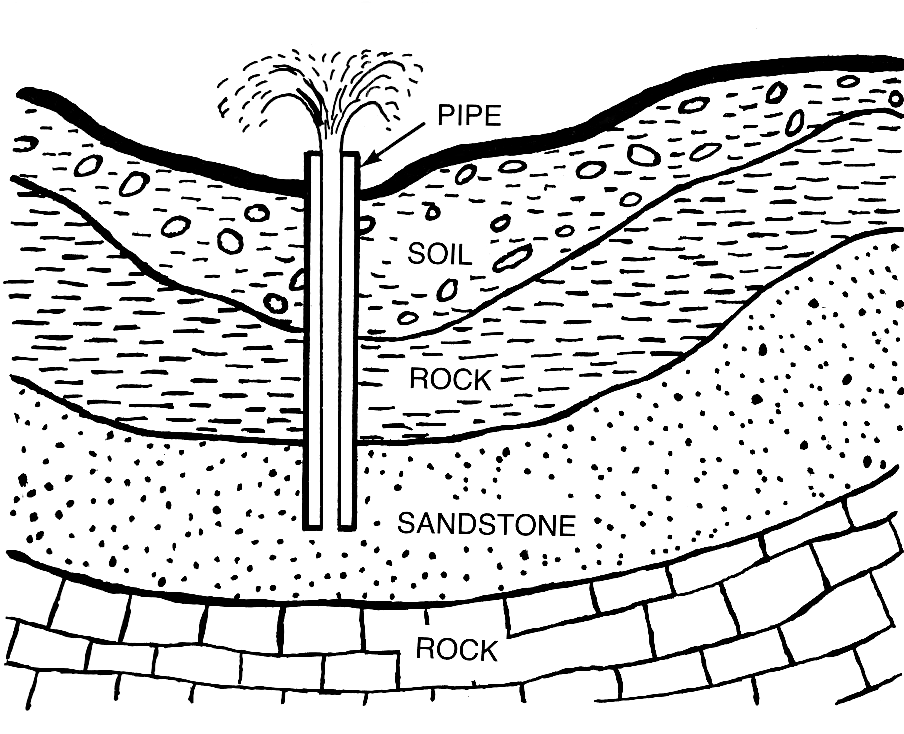
Схема видобування артезіанських вод.

Артезіа́нські во́ди (англ. artesian aquifer) — напірні підземні води, розташовані у водоносних шарах між водонепроникними шарами. Розкриті свердловинами, вони піднімаються вище водотривкої покрівлі, іноді фонтанують.
Назва походить від назви французької провінції Артуа (лат. Artesium), де в XII ст. вперше в Західній Європі були побудовані бурові колодязі, з яких вода сама виливалася на поверхню. Надалі за ними закріпилася назва артезіанських, а підземні води, що перебувають під напором, були названі артезіанські води. Напірні властивості у водоносному горизонті виникають завдяки своєрідному заляганню шарів гірських порід, коли водовмісні породи підстелюються і вкриваються водонепроникними. Артезіанські води зазвичай знаходяться в западинах, мульдах, синкліналях, у кристалічних породах, розбитих тріщинами та тектонічними розривами. Райони з відповідною геологічною будовою, що характеризуються системою водоносних горизонтів, які з глибиною змінюють один одного, називаються артезіанськими басейнами.
Джерела артезіанського типу відносяться до найважливіших корисних копалин. Зазвичай залягають на глибині від 100 до 1000 метрів.
У межах України виділено Дніпровсько-Донецький, Львівський та Причорноморський артезіанські басейни. У вертикальному розрізі цих басейнів верхні горизонти підземних вод (до глибини 400–600 м у північній половині країни та 100–300 м у південній) прісні, використовувані для водопостачання; більш глибокі горизонти мають солонувату або солону воду. На півдні України артезіанські води використовуються не лише для водопостачання, але й для зрошення.